# Ascidia nigra
Ascidia nigra är en sjöpungsart som först beskrevs av Savigny 1816.  Ascidia nigra ingår i släktet Ascidia och familjen Ascidiidae. Inga underarter finns listade i Catalogue of Life.